# Громадянська війна в Домініканській Республіці (1914)
Громадянська війна в Домініканській Республіці (1914) — швидкоплинний внутрішній збройний конфлікт у Домініканській Республіці в 1914 році.

## Історія
Громадянська війна в Домініканській Республіці розпочалася 30 березня 1914 року з повстання проти уряду, який очолював генерал Дезідеріо Аріас. Перші зіткнення почалися в Консепсьйон-де-ла-Вега та Сантьяго-де-лос-Трейнта-Кабальєрос. Бойові кораблі американських ВМС втрутилися в протистояння 26 червня 1914 року, намагаючись зупинити бомбардування Сан-Феліпе-де-Пуерто-Плата; в липні на узбережжя Домініканської Республіки висадилися американські війська з метою підтримки законного уряду в Санто-Домінго. Врешті-решт під тиском адміністрації США та загроза військової присутності примусила сторони 6 серпня 1914 року підписати мирну угоду про припинення вогню. Загалом у конфлікті загинуло близько 500 осіб.